# كهف بيتنيكا
كهف بيتنيكا (بالإنجليزية: Petnica Cave)‏ هو كهفٌ يقعُ في قرية بيتنيكا بالقرب من مدينة فاليفو في صربيا. اشتهر الكهف بكونه معلمًا سياحيًا منذ القرن التاسع عشر على أقل تقدير، وذلك عندما كان أحد أكثر الوجهات شهرةً في كهوف صربيا جنبًا إلى جنب مع بريكونوسكا [الإنجليزية] ولازاريفا بيسينا [الإنجليزية].